# Берг, Эми Джей
Эми Джей Берг (англ. Amy J. Berg; родилась 13 октября 1970 в Лос-Анджелесе, Калифорния, США) — американский кинорежиссёр, сценарист. Её документальный фильм «Избави нас от лукавого» (англ. Deliver Us from Evil) 2006 года о случаях сексуального насилия в Римско-католической Церкви был номинирован на премию «Оскар» и получил премию Берга Гильдии писателей Америки за лучший документальный сценарий.

## Биография
Эми Джей Берг родилась в еврейской семье в долине Сан-Фернандо, живёт в районе Венис-Бич в Лос-Анджелесе (штат Калифорния). В начале своей карьеры Эми Берг снимала документальные расследования для канала CNN и новостные программы KCBS — TV «30 минут специального назначения» (англ. 30 Minutes of Special Assignment). Работа в KCBS принесла Берг премию «Эмми» в 2003 и 2004 годах. Также Эми Джей Бегр написала множество статей для американской женской феминистической организации The National Organization for Women (NOW), еврейского журнала англ. The Jewish Journal of Greater Los Angeles и ряда ежемесячных и еженедельных периодических изданий в Америке и Франции.

## Карьера
В 2012 году в прокат выходит документальный фильм Эми Джей Берг «Запад Мемфиса» (англ. West of Memphis), спродюсированный Питером Джексоном. Фильм повествует об истории трёх рок-музыкантах невинно осуждённых за убийство, в том числе и Дэмиена Эколса — сопродюсера фильма. Фильм получил признание критиков и множество наград на различных кинофестивалях, в том числе на кинофестивале «Сандэнс», где в январе 2012 года и состоялась премьера фильма.
В апреле 2014 года у Эми джей Берг выходит художественный фильм «Каждая секретная вещь» (англ. Every Secret Thing), продюсером фильма стала Фрэнсис Макдорманд и Энтони Брегман, в главных ролях снялись Диана Лейн и Элизабет Бэнкс.
Также в 2014 году Берг заканчивает двухлетнюю работу над документальным фильмом о сексуальном насилии в Голливуде под названием «Открытый секрет» (англ. An Open Secret).
В 2015 году на 72-м Венецианском кинофестивале состоялась премьера нового документального фильма Эми Джей Берга об американской рок-блюз-певице Дженис Джоплин.
В 2015 же году на кинофестивале «Сандэнс» состоялась премьера её документального фильма «Жертва пастыря» (англ. Prophet’s Prey), посвящённого жизни Уоррена Джеффа.
В 2018 году Эми Джей Берг в качестве исполнительного продюсера совместно с Гленом Зиппером выпускает для компании Netflix документальный телесериал «Собаки» (англ. Dogs). Берг также была режиссёром некоторых серий данного сериала. Сериал «Собаки» получил положительные отзывы от критиков.
Эми Джей Берг является основателем Disarming Films — компании по производству фильмов и документальных фильмов.
В 2019 году Эми Джей Берг снимает документальный мини-сериал для телеканала HBO «Дело Аднана Сайеда» (англ. The Case Against Adnan Syed) об убийстве Хэ Мин Ли.

## Фильмография
| Год  | Название                          | Оригинальное название       | Примечания                                   |
| 2006 | Избави нас от лукавого            | Deliver Us from Evil        | документальное кино                          |
| 2012 | Запад Мемфиса                     | West of Memphis             | документальное кино                          |
| 2014 | Открытый секрет                   | An Open Secret              |                                              |
| 2014 | Каждая секретная вещь             | Every Secret Thing          |                                              |
| 2015 | Жертва пастыря                    | Prophet’s Prey              | документальное кино                          |
| 2015 | Дженис: маленькая девочка грустит | Janis: Little Girl Blue     | документальное кино                          |
| 2019 | Дело Аднана Сайеда                | The Case Against Adnan Syed | документальный мини-сериал, 1 сезон, 4 серии |